# Mouvement pour les autonomies

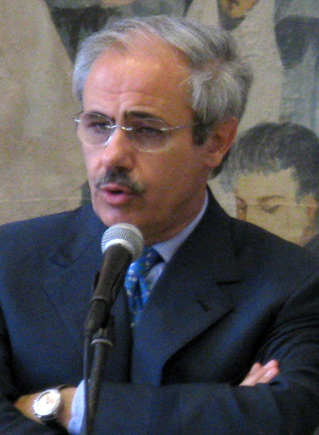
Raffaele Lombardo, fondateur du mouvement pour l’autonomie

Le Mouvement pour les autonomies (en italien : Movimento per le Autonomie, MPA) est un parti politique italien, créé par le député européen de Catane, Raffaele Lombardo le 30 avril 2005 et qui a changé son nom en mars 2009. En 2012, la fédération sicilienne du MPA devient le Parti des Siciliens (en italien, Partito dei Siciliani, PdS) pour l'élection de l'Assemblée régionale de Sicile. Lombardo se retirant de l'action politique fin 2012, pour faire face à ses ennuis judiciaires, le MPA-PdS s'allie avec Grande Sud pour les élections générales italiennes de 2013. Se présentant séparément au Sénat, avec pour symbole électoral MPA - Partito dei Siciliani, il n'obtient que 48 618 voix, soit 0,15 %. Il obtient néanmoins un député et deux sénateurs, élus sur les listes du Peuple de la liberté.
Il se veut modéré, favorable à l’autonomie du Mezzogiorno et au méridionalisme. Il présente des listes dans toutes les régions où la Ligue du Nord n’en présente pas, en étant apparenté au Peuple de la liberté de Silvio Berlusconi lors des élections générales italiennes de 2008, où il obtient huit députés, ainsi que deux sénateurs.
Le parti est né d’une dissension interne de l’UDC en Sicile : Lombardo quitte l’UDC parce qu’« il a été payé un tribut trop élevé aux partis nationaux qui n’ont pas toujours protégé les intérêts de notre terre ».
Fin février 2008, le MPA signe un accord avec Le Peuple de la liberté (cartel électoral) tout en présentant son propre symbole, comme pour la Ligue du Nord.
Il a obtenu les 13 et 14 avril 2008 1,13 % des suffrages (410 487 voix) soit huit députés à la Chambre (plus  deux élus par rapport aux députés sortants). Le même jour, son leader Raffaele Lombardo remporte la présidence de la Sicile avec plus de 60 % des voix. Son deuxième congrès a eu lieu fin février et le 1er mars 2009 à Rome (hôtel Mariott) : il y change son nom initial.
Pour les élections européennes de juin 2009, il se présente en cartel électoral, baptisé « L'Autonomie » avec La Droite, le Parti des retraités et l’Alliance de centre. Mais ce cartel n’obtient que 682 046 voix (2,2 %) trop loin du quorum fixé à 4 %. L’émission Report de Rai3 confirme les financements de la Ligue du Nord au MPA : 387 000 euros en 2007 et 292 000 euros en 2008, comme indiqué dans les bilans du mouvement. Le 20 janvier 2010, Enzo Scotti, secrétaire d’État est expulsé du MPA ainsi que les députés (Arturo Iannaccone, Luciano Mario Sardelli, Elio Belcastro et Antonio Milo) qui ont constitué un nouveau groupe avec un symbole « Noi Sud » (Nous Sud). Peu de temps après, le sénateur de Campanie Riccardo Villari (PD) et le député calabrais Aurelio Misiti (IdV), de même que le sénateur Sebastiano Burgaretta Aparo le rejoignent.
Lors des élections régionales de 2010, le MPA s’organise ainsi :
- en Campanie, il présente une liste avec le Nouveau PSI et le PRI, pour soutenir Stefano Caldoro, en obtenant un  des quatre conseillers qui revenait à la liste ;
- dans le Latium, il élit un conseiller dans la liste civique qui soutenait Renata Polverini ;
- en Calabre, il participe à la liste « Autonomie et droits », en soutenant le président sortant Agazio Loiero (de centre-gauche) ;
- en Basilicate, le MPA présente son propre symbole, en obtenant environ 8 000 voix (2,65 %) en élisant un conseiller régional ;
- dans les Pouilles, il appuie Adriana Poli Bortone, en présentant une liste commune avec le mouvement « Io Sud » (avec lequel, il signe un accord fédéral) ;
- le MPA était déjà présent dans l’Assemblée régionale sicilienne et dans les conseils régionaux des Abruzzes, du Molise et de la Sardaigne, en obtenant 19 conseillers régionaux.

Le MPA s’abstient lors de la motion de défiance à Giacomo Caliendo, avec le nouveau groupe Futur et liberté, l’UDC et l’API. Le nombre total d’abstenus est de 75. Le MPA quitte le gouvernement Berlusconi IV le 13 novembre 2010 avec la démission du secrétaire d’État Giuseppe Maria Reina. Le MPA reproche à Berlusconi de ne pas maintenir les engagements pris avec les électeurs et d’agir contre les intérêts du Mezzogiorno. Le 14 décembre, il vote la motion de défiance et se place dans l’opposition.